# 遊戲王Online
《遊戲王online》，提供遊戲王的集換紙牌遊戲在線玩服務，由科樂美專營，但受到盜版打擊下，官方公告關閉伺服器。該公司其後推出的網頁遊戲，《Yu-Gi-Oh! Duel Arena》亦因此於2015年3月27日停運。

## 服務內容
- 合法而安全風險低的官方平台。
- 會員收費系統：卡片方面。
- 網上自動對戰系統，免費。
- 全球性，會員需事先選擇國籍。
- 有清晰的使用條款、私隱政策，和免責聲明，令用戶清楚其法律權利。
- 有官方客戶服務中心，令用戶有查詢方法。

## 來源
1. ↑  《遊戲王》劇場版新預告釋出明年三新作登場 （页面存档备份，存于）ETtoday-2015年12月21日（繁體中文）
2. ↑  卡片对战游戏《游戏王OL》前瞻(图) （页面存档备份，存于）
 新浪网-2005年8月20日（简体中文）
3. ↑  Yu-Gi-Oh! Duel Arena: Kartenspiel geht offline （页面存档备份，存于） 2015年2月19日（德文）

## 外部網站
官方正版網站
- 遊戲王online官網
- 遊戲王實卡，KONAMI全球官網 （页面存档备份，存于）
- Yu-Gi-Oh! Duel Arena | KONAMI（英文）

其他網站
- Ygopro官網（英文） （页面存档备份，存于）